# Зграда Учитељског дома у Новом Саду
Зграда Учитељског дома у Новом Саду представља једно од значајних дела новосадске модерне архитектуре. Изграђена је као палата у традицији коју су неговала струковна удружења између два светска рата.

## Историјат

### Изградња
Године 1933. Југословенско учитељско удружење, подружница Дунавске бановине у Новом Саду је од Новог Сада купилo земљиште за изградњу Учитељског дома. Земљиште је укњижено 31. oктобра 1935. године и плаћено 42.000 динара. Пројекат је 1935. године урадио Данило Каћански, који је велику пажњу посветио решавању угаоног дела објекта. Ту је поставио изражену заобљену форму са доминантним улазом, чији горњи руб досеже висину спрата. Над дубоко увученим улазним вратима на снажној конзоли је постављена фигура Ђорђа Натошевића (2,20 м), рад новосадског вајара Карла Барањија из 1934. године. Фасаде палате су равно малтерисане, лишене пластичне декорације. Трећи спрат је од основног корпуса. Зграда сада има сутерен, приземље и три спрата. Улазни хол је грађен у једном нивоу и прекривен црно-белим плочицама, а завршава се степенишном вертикалом и простором за лифт који никада није уграђен. Као куриозитет ове нереализоване намере сачуван је предњи стаклени зид са вратима за лифт. Темељи Учитељског дома освећени су јула 1935. године, а употребна дозвола је издата 11. марта 1936. Завршетком градње, која је коштала 1.300.000 динара, учитељи су добили комфорну, пространу зграду са добро испланираним простором.

### Намена
У приземљу су биле просторије за смештај учитеља и ученика. На првом спрату били су велика дворана, педагошки музеј и библиотека, која је уз велики број књига била снабдевена свим неопходним и актуелним домаћим и страним часописима. На другом и трећем спрату били су станови за издавање, а од тог новца су издржаване постојеће установе у Дому.
После Другог светског рата зграда је додељена Клубу просветних радника. Овај клуб је по начину рада био узор за сва дргуга удружења у граду, док му простор није одузет због смештања Марксистичке трибине. Највише је у употреби била велика сала на првом спрату. Клуб је организовао тематске трибине, свирао је учитељски тамбурашки оркестар, извођени су концерти класичне музике, а данас се највише памте популарне суботње игранке. Удружење је имало 3500 чланова, а на њиховом челу је био председник, учитељ Бата Сечујски.
Касније су просторије уступљене Просветно-педагошком заводу Новог Сада, који је овде формирао своју библиотеку чији је основни фонд настао у предратном периоду. Станове су добијали професори Више педагошке школе.

#### Хронологија
- 1934 — Приземље и први спрат су били пословне просторије Удружења, подрум и таван заједничке просторије, а други и трећи спрат су били станови који су издавани професорима учитељске школе по економским киријама. После Другог свет. рата у Учитељском дому у Новом Саду ради Удружење учитеља града Новог Сада и среза новосадског.

- 1952 — Учитељско удружење одлуком своје Скупштине постаје Клуб просветних радника који и даље воде учитељи Бата Сечујски и Миша Лазић, а библиотека има 8000 књига. Клуб просветних радника оснива часопис „Педагошка стварност” и смешта га у две приземне просторије Дома, тј. у део домарског стана.

- 1972 — Општина Нови Сад затвара Клуб просветних радника, преноси на себе власништво над Учитељским домом (уназад од 1947), расипа се вредна предратна Учитељска библиотека, издаје дозволу да се тавански простор претвори у стамбени и додели.

- 1974 — Општина реновира први спрат Дома (инжењер Бора Радусиновић, кандидат архитекта Радоје Цветков, „Борја” из Теслића и „Југодрво” из Новог Сада), избија носеће стубове у великој сали (после чега зграда почиње да пуца), отвара Марксистички центар за усавршавање наставника и (Марксистичку) Библиотеку просветних радника.

- 1988–1991 — Просветно-педагошки завод за потребе семинара располаже првим спратом. Дом је Центар за стручно усавршавање наставника и у њему се састаје синдикат.

- 1996 — у канцеларију првог спрата Дома долази Рачунарски центар Новкабела.

- 1998 — у другу канцеларију (преграђени део библиотеке) долазе Новосадска новинарска школа (први) и Друштво учитеља Новог Сада – ДУНС (други).

- 2000 — ДУНС је поставио месингану спомен плочу на улазу Дома. Горан Сеничар (станар таванског стана) доградњом (затварањем терасе) нарушава архитектуру фасаде.

- 2001 — оснива се Удружење војвођанских учитеља и ради у ДУНС-овом простору.

- 2002 — Друштво учитеља Новог Сада (и Удружење војвођанских учитеља) пресељава се у канцеларију из које је изашао Рачунарски центар Новкабела.

- 2006 — године Новосадска новинарска школа прелази у нови простор изван Дома.

- 2008 — Град Нови Сад кречи просторије првог спрата и тапацира столице у семинарској сали. ДУНС ускраћује коришћење простора Удружењу војвођанских учитеља из којег се годину дана касније и искључује.

Учитељи су пре и непосредно после Другог светског рата (као и после 1998. године) бринули о овој веома значајној згради, која је временом постала запуштена.

#### Данас
Године 2020. на првом спрату зграде отворен је Дигитални омладински центар Градске библиотеке у Новом Саду, као нова интегрална јединица Градске библиотеке. Простор од преко 300 m2 обезбедио је Град Нови Сад, као и 13 милиона динара за његово привођење намени. Центар ће бити место неформалне едукације путем разноврсних семинара, радионица, језичких и рачунарских курсева и других активности које подстичу и развијају индивидуалну креативност, вештине и таленте. ДОЦ се састоји од рачунарске учионице, радионице, учионице са интерактивним дисплејем и мултифункционалне сале.